# El Secreto (película de 2006)
El Secreto (originalmente, en inglés: The Secret) es una película estadounidense producida por Boixnet. Rodada con un formato de documental, presenta la hipótesis pseudocientífica llamada Ley de la Atracción. Distribuido en DVD y en línea (a través de streaming), la película y la posterior publicación del libro -con el mismo nombre y la misma temática- ha atraído a muchas figuras como Oprah Winfrey, Ellen DeGeneres y Larry King. La película está influenciada por el libro de Wallace Wattles, La ciencia de hacerse rico.

## Sinopsis
La película comienza con el prólogo del libro en el que Rhonda Byrne cuenta cómo desde hace un año su vida comenzó a desmoronarse. Estaba exhausta, su padre murió repentinamente, sus relaciones con sus compañeros de trabajo y seres queridos eran desastrosas, etc. Pero poco se podía imaginar que, de esa desesperación, le llegaría el mayor de los regalos.

## Reparto
- Rhonda Byrne
- Ben Johnson
- John Gray
- Andrew Smith

La película fue doblada al español en el 2007. 
En el episodio nº 443 de Los Simpson, se hizo una parodia de "El Secreto", película a la que se referían como "The Answer".